# Quercus peninsularis
Quercus peninsularis — вид рослин з родини букових (Fagaceae); ендемік Нижньої Каліфорнії — Мексика.

## Опис
Це переважно кущ (1–4 метри) до невеликих дерев (4–10 метрів). Кора червонувата. Гілочки стрункі, волохаті. Листки ланцетні, плоскі, шкірясті, 5–8 см; верхівка загострена; основа заокруглена або усічена; край цілий з 2–5 парами зубів; верх блискучий зелений, з деякими жовтуватими, великими зірчастими волосками; є пучки густих волосків внизу, на пазухах листків; ніжка листка волохата, завдовжки 5–10 мм. Тичинкові сережки завдовжки 3 см. Жолуді однорічні, яйцюваті, завдовжки 15 мм, сидячі; чашечка охоплює 1/3 горіха.

## Поширення й екологія
Ендемік Нижньої Каліфорнії — Мексика.
Зростає в соснових лісах, часто в асоціації з Pinus jeffreyi; найближче пов'язаний з Q. devia та Q. emoryi; росте на висотах 0–3000 м.

## Загрози
У субпопуляції Q. pennsularis на півночі відбувається знищення середовища проживання внаслідок зміни землекористування. Більш південні популяції перебувають у заповідній зоні, однак там усе ще є полювання та випас худоби.